# Akwaeke Emezi
Akwaeke Emezi (Umuahia, Nigéria, 6 de junho de 1987) é uma personalidade que escreve ficção e videoartiste nigeriane, mais conhecida por seus romances Água doce, Pet e seu romance best-seller do New York Times, A Morte de Vivek Oji. Emezi é uma pessoa generalista que escreve ficção especulativa, romance, memórias e poesia para jovens e adultos com temas principalmente LGBT. Seu trabalho rendeu vários prêmios e indicações, incluindo o Prêmio Otherwise Award e o Prêmio Commonwealth Short Story. Em 2021, a Time apresentou Akwaeke Emezi como "Líder da Próxima Geração".

## Infância e educação
Akwaeke Emezi nasceu em Umuahia, capital do estado de Abia, na Nigéria, em 1987. Seu pai é nigeriano da etnia Igbo e sua mãe é filha de imigrantes do Sri Lanka que vivem na Malásia. Emezi cresceu em Aba. Começou a ler livros de fantasia e com sua irmã Yagazie usava a narrativa para escapar dos tumultos, da ditadura e da realidade perigosa de suas infâncias. Emezi lia de forma "voraz" durante a infância e começou a escrever contos aos 5 anos.
Emezi mudou-se para Appalachia, nos Estados Unidos, quando tinha 16 anos para frequentar a universidade. Matriculou-se em uma escola de veterinária e desistiu antes de receber seu MPA da Universidade de Nova York. Emezi iniciou brevemente um blogue de sexo anônimo de curta duração e um blogue de cabelo natural que lhe deu pouco reconhecimento. Em 2014, entrou no programa de escrita criativa do MFA, em Syracuse, onde iniciou o rascunho de seu romance de estreia, Freshwater, após o qual participou de uma oficina de escrita nigeriana, em Lagos.

## Carreira
O romance de estreia de Emezi, Freshwater, conta a história semi-autobiográfica do protagonista, Ada, que é um ogbanje (um espírito maligno Igbo). Emezi explora a espiritualidade e o gênero de sua herança Igbo ao lado da construção ocidental e convida seu público a pensar criticamente sobre esse binário espírito/corpo.
Freshwater recebeu aclamação crítica significativa e foi listado para vários prêmios de prestígio. Emezi também recebeu a homenagem "5 Under 35", da Fundação Nacional do Livro de 2018.
Em 2019, Freshwater foi indicadoao Prêmio Feminino de Ficção - a primeira vez que uma obra de uma pessoa transgênero não binária foi indicada ao prêmio. A juíza do prêmio feminino, a professora Kate Williams, disse que o painel não sabia que Emezi era não binária quando o livro foi escolhido, mas ela disse que Emezi estava feliz pela indicação. O comentarista não binário Vic Parsons escreveu que a indicação levantou questões desconfortáveis, perguntando: "um autor não binário que foi designado homem ao nascer teria sido listado? Eu duvido muito." Após a indicação, foi anunciado que o Women's Prize Trust estava trabalhando em novas diretrizes para autores transgêneros, não binários e de gênero fluido. O Prêmio das Mulheres mais tarde pediu o "sexo definido por lei" de Emezi ao enviar A Morte de Vivek Oji para inclusão, e Emezi optou por retirar o livro, chamando o requisito de transfóbico e especificamente excludente para mulheres trans.
O segundo romance de Emezi e seu primeiro romance para jovens adultos, Pet, lançado em 10 de setembro de 2019, é sobre um adolescente transgênero chamado Jam que vive em um mundo onde os adultos se recusam a reconhecer a existência de monstros. Uma prequel, Bitter, foi lançada em fevereiro de 2022.
Emezi assinou um contrato de dois livros com a Riverhead Books. O primeiro, A Morte de Vivek Oji, foi lançado em 4 de agosto de 2020 e foi um best-seller do New York Times. O segundo é um livro de memórias intitulado Dear Senthuran: A Black Spirit Memoir.
A coleção de poesia de estreia de Emezi, Content Warning: Everything, foi publicada em abril de 2022.
Em abril de 2021, o Deadline Hollywood anunciou que a Amazon Studios ganhou o direito de adaptar seu romance de estreia, Você fez a morte de tola com sua beleza, em um longa-metragem. O acordo de seis dígitos foi chamado pelo Deadline de "o maior negócio de livros do ano até agora". A Outlier Society de Michael B. Jordan irá desenvolvê-lo ao lado de Elizabeth Raposo. Emezi estará na produção executiva.

### Outros trabalhos
Emezi escreverá e produzirá a adaptação da série de TV de seu romance, Freshwater, para a FX ao lado de Tamara P. Carter. Será produzido pela FX Productions com Kevin Wandell e Lindsey Donahue.

## Vida pessoal
Emezi se identifica como transgênero não binário e usa os pronomes they singular. Experimenta a multiplicidade e se considera um ogbanje. E experimentou sua primeira divisão de personalidade quando tinham 16 anos, uma semana após se mudar para os Estados Unidos. Escreveu sobre sua experiência de se submeter à cirurgia de redesignação sexual.

## Prêmios e indicações
| Ano  | Prêmio                                         | Categoria                         | Notas    | Ref           |
| ---- | ---------------------------------------------- | --------------------------------- | -------- | ------------- |
| 2017 | Astraea Lesbian Foundation for Justice         | Global Arts Fund Grant            | Venceu   | [ 37 ] [ 38 ] |
| 2017 | Prêmio Commonwealth de contos                  | Africa                            | Venceu   | [ 39 ] [ 40 ] |
| 2019 | Prêmio Nommo                                   | Freshwater                        | Venceu   | [ 41 ] [ 42 ] |
| 2019 | Caso contrário, Prêmio                         | Freshwater                        | Venceu   | [ 43 ]        |
| 2020 | Precisamos de livros diversos                  | Walter Honor Books, Teen Category | Venceu   | [ 44 ]        |
| 2021 | Prêmio Nommo                                   | The Death of Vivek Oji            | Venceu   |               |
| 2018 | Prêmio Center for Fiction Primeiro Romance     | First Novel prize                 | Indicado | [ 45 ]        |
| 2019 | Prêmio Literário Aspen Words                   |                                   | Indicado | [ 46 ] [ 47 ] |
| 2019 | Prêmio PEN/Hemingway                           | Women Prize for Fiction           | Indicado | [ 48 ] [ 49 ] |
| 2019 | Medalha Carnegie de Excelência                 | Carnegie Medals- Award grants     | Indicado | [ 50 ]        |
|      | A Biblioteca Pública do Brooklyn               | Literary Prize                    | Indicado | [ 14 ]        |
| 2019 | Prêmio Jovens Leões de Ficção                  | Finalista                         | Indicado | [ 51 ]        |
| 2019 | Prêmio Nacional do Livro de Literatura Juvenil | Finalista                         | Indicado | [ 52 ]        |
| 2019 | Prêmio Feminino de Ficção                      |                                   | Indicado | [ 29 ]        |
| 2021 | Prêmio Dylan Thomas                            |                                   | Indicado | [ 53 ]        |
| 2021 | Prêmio Walter Dean Myers                       | Livro de Honra                    | Indicado | [ 54 ] [ 55 ] |

### Romances
- Emezi, Akwaeke (2018). Freshwater: A Novel. New York: Grove Press. ISBN 978-0-8021-2735-8[56]
- Emezi, Akwaeke (2020). The Death of Vivek Oji: A Novel. New York: Riverhead Books. ISBN 978-0-525-54160-8[57]
- Emezi, Akwaeke (2022). You Made a Fool of Death with Your Beauty: A Novel. New York: Atria Books. ISBN 978-1-982188-70-2[58]

### Romances para jovens adultos
- Emezi, Akwaeke (2019). Pet. New York: Make Me a World. ISBN 978-0-525-64707-2[59]
- Emezi, Akwaeke (2022). Bitter. New York: Knopf Books for Young Readers. ISBN 978-0-593-30903-2[60]

### Não-ficção
- Emezi, Akwaeke (2021). Dear Senthuran: A Black Spirit Memoir. New York: Riverhead Books. ISBN 978-0-593-32919-1[61]

### Poesia
- Emezi, Akwaeke (2022). Content Warning: Everything. Port Townsend, Washington: Copper Canyon Press. ISBN 978-1-55659-629-2[62]